# Hadas Miklós
Hadas Miklós (Budapest, 1953. május 2. –) magyar szociológus, egyetemi tanár, a Magyar Tudományos Akadémia doktora. A Replika folyóirat alapítója és főszerkesztője 1990–2002 között. A modern férfi születése című könyve 2004-ben elnyerte a Magyar Szociológiai Társaság által az év legjobb szociológiai könyvéért járó Polányi-díjat. 2006-ban szakmai munkásságáért megkapta a Magyar Érdemrend lovagkeresztjét. 2024-ben a Babeș–Bolyai Tudományegyetem díszdoktorrá avatta. Írásait többek között az alábbi folyóiratokban publikálta: The Anthropological Forum, Actes de la recherche en sciences sociales, The Journal of Social History, History of Education, The American Sociologist, International Journal of the History of Sport, Sports Historian, Historical Social Research. Legutóbbi könyvében (Outlines of a Theory of Plural Habitus. Bourdieu Revisited, London: Routledge, 2022) Pierre Bourdieu habituselméletének árnyalására és továbbgondolására tett kísérletet. Művei magyar nyelven kívül angol, francia, német, spanyol, arab, szlovén és román nyelven is megjelentek.

## Életpályája
A budapesti Váci Utcai Ének-Zenei Általános Iskola és az Eötvös József Gimnázium elvégzése után a szegedi Juhász Gyula Tanárképző Főiskolán magyar–ének-zene szakos tanári diplomát szerzett 1975-ben. Első munkahelye a Szegedi Nemzeti Színház volt, ahol kisegítő zenészként és segédszínészként dolgozott. A hetvenes évek második felében billentyűs-énekesként különböző rockzenekarokban játszott. 1976–1979 között a Bartók Béla Zeneművészeti Szakközépiskola jazz-szakán tanult, vendéghallgató volt a Liszt Ferenc Zeneművészeti Egyetem zenetudományi szakán. Emellett zenei alapú kísérleti színházi előadásokat készített.
1978–1982 között szociológiát tanult az Eötvös Loránd Tudományegyetem bölcsészkarán, ahol 1983-ban egyetemi doktori fokozatot szerzett. 1983–1985 között Pierre Bourdieu témavezetésével szociológiát tanult a párizsi École des hautes études en sciences sociales (EHESS) intézményben. 1985–2020 között oktatott a Marx Károly Közgazdaságtudományi Egyetemen (később Budapesti Corvinus Egyetem), 2005-től egyetemi tanárként. 2001-ben megalapította a Társadalmi Nem- és Kultúrakutató Központot. 2016–2020 között a Társadalmi Kommunikáció Doktori Iskola vezetője volt.
Oktatott tárgyai: társadalmi struktúra és rétegeződéselméletek, bevezetés a szociológiába, szociológiaelmélet, szociológiatörténet, sportszociológia, kultúra szociológiája, történeti szociológia, gender studies, contemporary sociological theories, studies on men and masculinities. 2020-ban távozott az egyetemről tiltakozásul az átszervezés ellen. 2011-ben megalapította és vezette a Szociológia Tanszéket a Selye János Egyetemen. Jelenleg (2025) a HUN-REN Közgazdaság- és Regionális Tudományi Kutatóközpont külső munkatársaként a romániai és szlovákiai kisebbségi magyarok körében végez kutatásokat, valamint a Liszt Ferenc Zeneművészeti Egyetem Zenetudományi Doktori Iskolájában oktat.

## Család
1983 és 2010 között Hoyer Mária klinikai szakpszichológus, egyetemi docens volt a felesége. Egy fiuk született, Hadas Mihály (sz. 1991), aki társadalomtudományi tanulmányait Pécsett, Stirlingben és Maastrichtban végezte.

## Válogatott publikációk
- A modern férfi születése (Helikon, 2003)
- A férfiasság kódjai (Balassi, 2010)
- Egy fölösleges ember élete (Zeke Gyulával, Balassi, 2012)
- Outlines of a Theory of Plural Habitus. Bourdieu Revisited (Routledge, 2022)

Teljes publikációs lista: MTMT adatbázis